# 버클랜드 비치 AFC
버클랜드 비치 AFC(Bucklands Beach Association Football Club)는 뉴질랜드 버클랜드 비치를 연고로 하는 세미프로 축구단이다. 현재 NRFL 콘퍼런스에 참가하고 있다.
2016년 시즌에 처음으로 NRFL 디비전 2으로 승격한 버클랜드는 2017년에 바로 NRFL 디비전 1로 승격되었다
또한 2013년부터 매년 채텀 컵에 참가했다. 구단의 대회에서의 최고의 성적은 2018년에 채텀 컵 3라운드에 진출한 것이다.